# Gabe York
Gabriel Russell York (* 2. August 1993) ist ein US-amerikanischer Basketballspieler.

## Laufbahn
York spielte Basketball an der Orange Lutheran High School im US-Bundesstaat Kalifornien und wechselte 2012 an die University of Arizona in die erste Division der NCAA. Im Laufe seiner vierjährigen Spielerzeit an der Hochschule erwarb sich York einen Ruf als treffsicherer Distanzwerfer und trumpfte insbesondere in seiner Abschlusssaison 2015/16 auf, in der er in allen 34 Einsätzen in der Startaufstellung stand und mit einem Punkteschnitt von 15,0 pro Partie zweitbester Korbschütze der Mannschaft war. Für Aufsehen sorgte insbesondere seine Leistung gegen Stanford Anfang Mai 2016, als er neun Dreipunktwürfe traf. Als er die University of Arizona nach dem Ende der Saison 2015/16 verließ, stand er in der Kategorie „erzielte Dreipunktwürfe“ in der ewigen Bestenliste der Mannschaft auf dem fünften Rang.
Im Juli 2016 unterschrieb York einen Vertrag beim italienischen Erstligisten Vanoli Basket Cremona, nachdem er zuvor in der Sommerliga der NBA das Hemd der Charlotte Hornets getragen hatte. Er bestritt im Spieljahr 2016/17 sechs Einsätze für Cremona erzielte 4,3 Punkte im Schnitt. Im November 2016 wechselte York zu den Erie BayHawks in die NBA D-League. Für die in Erie (US-Bundesstaat Pennsylvania) ansässige Mannschaft lief er in 44 Spielen auf und verbuchte einen Punkteschnitt von 15,8.
Während der Sommerpause 2017 einigte sich York mit dem Bundesligisten Medi Bayreuth auf einen Vertrag und übernahm unter Trainer Raoul Korner eine Führungsrolle. Mit einem Punkteschnitt von 14,2 pro Begegnung war er in der Bundesliga-Spielzeit 2017/18 bester Bayreuther Korbschütze, seine 83 getroffenen Dreipunktwürfe platzierten ihn in der Hauptrunde ligaweit auf dem vierten Rang.
Anfang September 2018 unterschrieb er einen Vertrag bei der NBA-Mannschaft Orlando Magic. Ende des Monats wurde er wieder aus dem Aufgebot gestrichen, er spielte fortan für die Ausbildungsmannschaft Lakeland Magic in der NBA G-League. Er bestritt für Lakeland 41 Einsätze im Spieljahr 2018/19 und kam auf durchschnittlich 16,4 Punkte pro Begegnung. Im April 2019 wechselte er zum griechischen Erstligisten AEK Athen, ehe er in der Sommerpause 2019 zu SIG Straßburg nach Frankreich ging. Er brachte es in 24 Ligaeinsätzen auf einen Schnitt von 13 Punkten je Begegnung, in der Saison 2020/21 bestritt York zwölf Ligaspiele für Hapoel Tel Aviv (9,6 Punkte/Spiel) in Israel.
Im Oktober 2021 sicherten sich die Fort Wayne Mad Ants an dritter Stelle des Draftverfahrens der NBA G-League Yorks Dienste. Ende Dezember 2021 wurde er wie schon 2018 von der NBA-Mannschaft Orlando Magic verpflichtet, erhielt einen Zehn-Tages-Vertrag, konnte aber wegen einer kurz darauf festgestellten Covid-19-Ansteckung nicht für Orlando spielen. In der Saison 2021/22 bestritt York neben Einsätzen für Fort Wayne auch zwei NBA-Spiele für die Indiana Pacers und stand am Ende der Spielzeit im Aufgebot der Mannschaft. Im September 2022 unterschrieb er in Indiana einen neuen Vertrag, wurde aber kurz darauf wieder entlassen und spielte dann wieder für Fort Wayne. Ende März 2023 wurde er abermals von den Indiana Pacers verpflichtet. Im September 2023 wurde York von Indiana entlassen.
Er stand ab Ende Januar 2024 bei der Mannschaft NBA G League Ignite unter Vertrag, im April 2024 wurde er vom spanischen Erstligisten Bàsquet Girona verpflichtet. Für die Mannschaft bestritt er sechs Spiele. Im Juni 2024 wechselte er zu Mets de Guaynabo nach Puerto Rico, im weiteren Verlauf desselben Sommers wurde York von den Zhejiang Golden Bulls (Volksrepublik China) verpflichtet.

## Statistiken

### NBA

#### Hauptrunde
| Saison  | Team    | GP | GS | MPG  | FG % | 3P % | FT % | RPG | APG | SPG | BPG | PPG |
| ------- | ------- | -- | -- | ---- | ---- | ---- | ---- | --- | --- | --- | --- | --- |
| 2021–22 | Indiana | 2  | 0  | 10.5 | .286 | .167 | .600 | 1.0 | 2.0 | 1.0 | 0.5 | 4.0 |
| Gesamt  | Gesamt  | 2  | 0  | 10.5 | .286 | .167 | .600 | 1.0 | 2.0 | 1.0 | 0.5 | 4.0 |